# ЖКК Мега баскет
ЖКК Мега баскет (из спонзорских разлога Мега МИС) српски је женски кошаркашки клуб из Београда. Тренутно се такмичи у Првој женској лиги Србије.

## Историја
Клуб је основан крајем 2009. године у Београду, у основној школи „Владислав Рибникар”. Оснивачица, власница, директорка и један од тренера клуба је бивша кошаркашица Ана Мркић, пореклом из Шапца. Она је играчку каријеру морала да прекине већ у двадесетој години, услед повреде менискуса, након чега се окренула тренерском послу, на наговор свог тадашњег клуба ЖКК Мачва. Године 2004. преселила се у Београд и радила прво у мањим клубовима, а потом и у Црвеној звезди. Арт баскет је покренула као малу школу кошарке, с жељом да то буде филијала Црвене звезде. У почетку је школа Арт баскета имала свега 20-ак полазница. Убрзо је број уписаних девојчица нарастао на преко сто, а тренинзи су почели да се одржавају у још неколико основних школа из ужег и ширег центра Београда. Уследило је регистровање клуба у кошаркашким савезима државе и града, а потом и укључивање у њихова такмичења.
Клуб је првобитно био окренут искључиво раду са млађим категоријама и тек 2017. године је покренуо сениорски погон. Успостављена је и логистичко-финансијска сарадња са мушким клубом Мега баскет, чији је концепт такође афирмисање младих талената. У Арту игра и Маша Ражнатовић, ћерка кошаркашког менаџера Миодрага Мишка Ражнатовића, који неформално стоји иза Мега баскета. Маша је била ученица другог разреда ОШ „Владислав Рибникар” када ју је отац довео на тренинг Арт баскета, који је у тој школи и покренут. Од тада и датира сарадња два клуба. Између осталог, сениорке и јуниорке Арта тренирају у Мегиној дворани.
Сениорке су у сезони 2018/19. освојиле Прву женску регионалну лиге Север 2 и тиме обезбедиле пласман у виши ранг. У наредној сезони биле су прве и у Другој женској лиги Србије. Од сезоне 2020/21. такмиче се у Првој женској лиги Србије. Већ у дебитанској сезони у највишем рангу успеле су да стигну до финала плеј-офа, у коме су изгубиле од Црвене звезде. Исте сезоне су освојиле и први сениорски трофеј у клупској историји, али у Купу Милан Цига Васојевић, националном кошаркашком купу Србије у женској конкуренцији. На путу до пехара савладале су Радивој Кораћ у полуфиналу и Војводину 021 у финалу. Просечна старост играчица првог тима Арт баскета у овој сезони износила је 18,5 година. Окосницу тима чиниле су кошаркашице рођене у периоду између 2001. и 2004. године и скоро све су поникле у самом клубу. Састав су допуниле три искусније сениорке.

## Успеси

### Национални
- Првенство Србије:
  - Првак (1): 2023/24.
  - Вицепрвак (2): 2020/21, 2021/22.
- Куп Милан Цига Васојевић:
  - Победник (2): 2021, 2024.
  - Финалиста (2): 2022, 2023.